# Roetgener Wald
Roetgener Wald (littéralement Forêt de Roetgen) est un lieu de Rhénanie-du-Nord-Westphalie en Allemagne. Il est séparé du reste de l'Allemagne par les voies de la ligne ferroviaire belge de la Vennbahn, ce qui en fait une enclave.

## Géographie
Roetgener Wald est situé dans l'ouest de la Rhénanie-du-Nord-Westphalie, à la frontière entre l'Allemagne et la Belgique. La majeure partie de la zone fait partie de la commune de Roetgen, à l'exception de l'extrémité est, où se trouve une partie du village de Lammerdorf, de la commune de Simmerath. Il s'agit d'une enclave allemande en territoire belge : le territoire est séparé du reste de l'Allemagne par les voies de la Vennbahn, qui forme à cet endroit une bande d'une vingtaine de mètres de large. La Vennbahn court le long du nord et de l'est de l'enclave. Celle-ci mesure environ 7 km de long sur 1 à 2 km de large, soit à peu près 9,98 km2.
La zone est essentiellement recouverte de champs et d'arbres, mais l'ouest et l'est possèdent néanmoins de nombreuses habitations. Elle est traversée par la route 258 reliant Mayen à Aix-la-Chapelle et qui est la voie de communication principale permettant de rejoindre le reste de l'Allemagne. L'enclave de Münsterbildchen se situe immédiatement au nord-ouest de Roetgener Wald.
L'enclave serait habitée par un millier de personnes.

## Histoire
Avant la Première Guerre mondiale, la région de Roetgener Wald fait partie de la Prusse. À la fin du XIXe siècle, une ligne ferroviaire, la Vennbahn (littéralement « voie des Fagnes ») est construite. Après la défaite allemande, le traité de Versailles, signé en 1919, conduit les cantons de l'Est à être rattachés à la Belgique au titre des réparations de guerre. La Belgique reçoit également les voies et les infrastructures de la Vennbahn, ce qui conduit à la création de cinq enclaves allemandes sur le côté ouest de la ligne, dont Roetgener Wald,.
Lors de la Seconde Guerre mondiale, la zone est à nouveau annexée par l'Allemagne, supprimant les enclaves. Après la défaite allemande en 1945, la situation d'avant-guerre est rétablie.